# Ingela Brimberg
Ingela Maria Brimberg, verheiratete Tengzelius Brimberg (* 5. Mai 1964 in Stockholm), ist eine schwedische Opernsängerin (Sopran bzw. Dramatischer Sopran). Neben ihrer Karriere als Sängerin ist Ingela Brimberg auch studierte Psychologin.

## Leben
Ingela Brimberg wurde als zweite Tochter des Juristen und Lehrers Yngve (1926–2003) und dessen Ehefrau Evy Brimberg geboren.
Sie wurde am Operastudio 67 in Stockholm und an der Opernhochschule der Universität Göteborg ausgebildet. Ihre Karriere begann Ingela Brimberg zunächst als Mezzosopran mit Rollen wie Rosina in Rossinis Barbiere di Siviglia, Cherubino in Mozarts Le nozze di Figaro und der Titelrolle in Georg Friedrich Händels Orlando. 2003 debütierte sie als Sopran in der Rolle der Konstanze in Mozarts Die Entführung aus dem Serail. In der Stockholmer Folkoperan hat sie die Donna Anna in Don Giovanni dargestellt. Im gleichen Jahr gewann sie den Svenska Dagbladets Opera Award.
2014 sang sie die Titelrolle in der La-Fura-dels-Baus-Inszenierung von Richard Strauss’ Elektra an der NorrlandsOperan in Umeå als Teil der European Capital of Culture Feierlichkeiten. 2017 sang sie Elettra in Idomeneo an der Oper Göteborg, und wieder die Elektra am Staatstheater Kassel sowie Chrysothemis in einer konzertanten Version von Elektra beim Verbier Festival. Sie verkörperte Senta in Der fliegende Holländer am Teatro Real in Madrid und an der Deutschen Oper Berlin; mit dieser Rolle debütierte sie auch am Theater an der Wien, in Caen und beim Cercle Romand Richard Wagner in Genf. Die Partie hat sie unter Marc Minkowski auch auf CD eingespielt. Weitere wichtige Aufgaben waren die Titelrolle in Tosca an der Oper Köln, dem Königlichen Opernhaus Kopenhagen, der Dänischen Oper und an der Finnischen Nationaloper, sowie Leonore in Beethovens Fidelio beim Verbier Festival. Zudem sang sie unter anderem die Partien der Ellen Orford im Peter Grimes der  Königlichen Oper Stockholm, die der Elsa (Lohengrin) und Valentine (Les Huguenots) am Brüsseler Opernhaus, und Senta (Der fliegende Holländer) an der Staatsoper Hamburg. 2017 sang sie die Partie der Brünnhilde in Tatjana Gürbacas dreiteiliger Version des Rings im Theater an der Wien. Unter den Orchestern, mit denen Ingela Brimberg arbeitete, befinden sich das Schwedische Rundfunkorchester, das Königliche Philharmonische Orchester, das Mozarteumorchester Salzburg, das Konzerthausorchester Berlin, und das Orchester des Verbier Festivals.
Ingela Brimberg ist verheiratet mit Ulf Tengzelius und Mutter zweier Söhne.

## Auszeichnungen
- 2012 Svenska-Dagbladet-Opernpreis

## Ausgewählte Diskografie
- Wagner – der Fliegende Holländer, Paris version.  Conductor Marc Minkowski  (Naïve, 2014)
- Verbier Festival: Best of 2014 (Erato, 2015)
- Strauss: Elektra. Conductor Rumon Gamba, Director La Fura dels Baus (DVD, C Major, 2015)
- Wagner: Der fliegende Holländer. Conductor Pablo Heras-Casado, Director Àlex Ollé (DVD/Blu-ray, Harmonia Mundi, 2017)